# San Diego Clippers 1982-1983

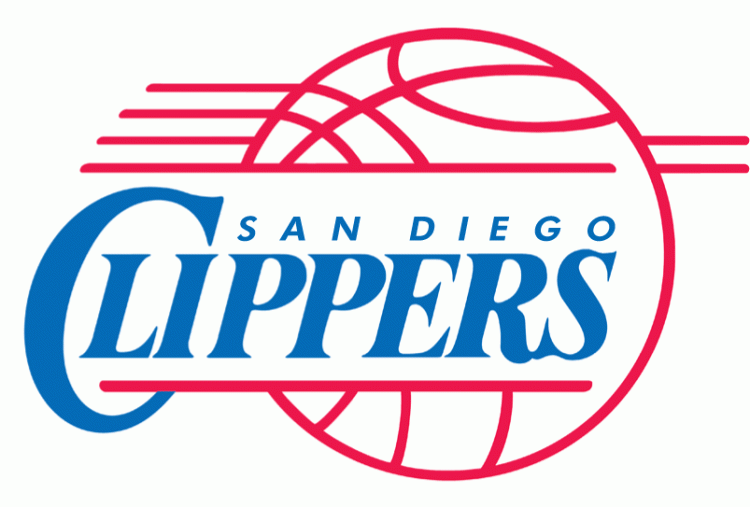

La stagione 1982-83 dei San Diego Clippers fu la 13ª nella NBA per la squadra della California.
I San Diego Clippers arrivarono sesti nella Pacific Division della Western Conference con un record di 25-57, non qualificandosi per i play-off.

## Roster
| N° | Naz.                   | Ruolo | Sportivo         | Anno | Alt. | Peso |
| -- | ---------------------- | ----- | ---------------- | ---- | ---- | ---- |
| 4  | Stati Uniti (bandiera) | GA    | Al Wood          | 1958 | 198  | 88   |
| 7  | Stati Uniti (bandiera) | A     | Michael Brooks   | 1958 | 201  | 100  |
| 9  | Stati Uniti (bandiera) | G     | Lionel Hollins   | 1953 | 191  | 84   |
| 9  | Stati Uniti (bandiera) | GA    | Randy Smith      | 1948 | 191  | 82   |
| 9  | Stati Uniti (bandiera) | G     | Robert Smith     | 1955 | 180  | 75   |
| 13 | Stati Uniti (bandiera) | G     | John Douglas     | 1956 | 188  | 77   |
| 13 | Stati Uniti (bandiera) | G     | Lowes Moore      | 1957 | 185  | 77   |
| 15 | Stati Uniti (bandiera) | G     | Jim Brogan       | 1958 | 193  | 84   |
| 22 | Stati Uniti (bandiera) | AC    | Tom Chambers     | 1959 | 208  | 100  |
| 23 | Stati Uniti (bandiera) | AC    | Joe Cooper       | 1957 | 208  | 104  |
| 23 | Stati Uniti (bandiera) | A     | Hutch Jones      | 1959 | 203  | 86   |
| 24 | Stati Uniti (bandiera) | G     | Craig Hodges     | 1960 | 188  | 86   |
| 30 | Stati Uniti (bandiera) | GA    | Bob Gross        | 1953 | 198  | 91   |
| 31 | Paesi Bassi (bandiera) | C     | Swen Nater       | 1950 | 211  | 109  |
| 32 | Stati Uniti (bandiera) | AC    | Bill Walton      | 1952 | 211  | 95   |
| 33 | Stati Uniti (bandiera) | AC    | Jerome Whitehead | 1956 | 208  | 100  |
| 34 | Stati Uniti (bandiera) | A     | Terry Cummings   | 1961 | 206  | 100  |
| 35 | Stati Uniti (bandiera) | AC    | Richard Anderson | 1960 | 208  | 109  |

## Staff tecnico
- Allenatore: Paul Silas
- Vice-allenatore: Pete Babcock
- Preparatore atletico: Mike Shimensky